# São Martinho de Sande
São Martinho de Sande es una freguesia portuguesa del concelho de Guimarães, con 3,42 km² de superficie y 2.880 habitantes (2001). Su densidad de población es de 842,1 hab/km².